# Öztürkçe
Öztürkçe ou Öz Türkçe (prononcé en turc [œztyɾk'ʧɛ], composé de öz, pur, véritable, et de Türkçe, turc) est un néologisme désignant une variété du turc moderne de Turquie. Il ne s'agit ni d'une langue construite ni d'une langue distincte du turc standard, mais d'un ensemble de modifications lexicales et syntaxiques visant à remplacer de nombreux mots ou constructions d'origine non turque présents en turc ottoman par des équivalents puisés au fonds lexical des langues turques anciennes.

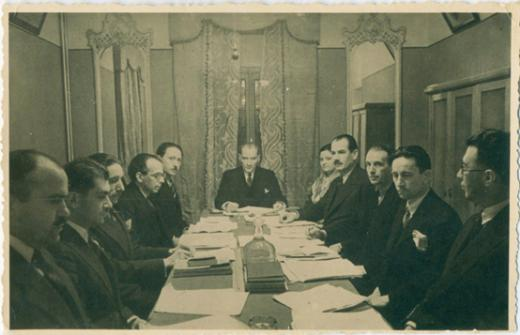
Réunion du Türk Dil Kurumu présidée par Kemal Atatürk, le 4 janvier 1933

C'est, après la Révolution des signes (la transition entre l'alphabet turc ottoman de base arabe et l'alphabet latin) de 1928, une des conséquences de la politique linguistique de la Turquie républicaine. Élément central de la politique turque des années 1930 aux années 1980, l'öztürkçe a d'abord été un outil de propagande de l'idéologie kémaliste avant de faire pleinement partie de la langue turque contemporaine.

## Origines de l'öztürkçe
Bien que le pouvoir kémaliste ait commencé sa réforme de purification de la langue turque au début des années 1930, l'évocation d'une réforme de la langue est évoquée dès les réformes du Tanzimat, se renforce à partir de la Seconde période constitutionnelle (en) (1908-1920), et devient un élément central des discours politiques pro-occidentaux au début du XXe siècle.

### La révolution des signes
La révolution de signes commence en 1928.

## Le rôle duTürk Dil Kurumu
Le Türk Dil Kurumu (la Fondation de la langue turque) est fondé le 12 juillet 1932. Il se donne pour objectif de « mettre à jour la beauté et la richesse véritables de la langue turque et lui faire atteindre la supériorité qu'est la sienne parmi les langues de la Terre. ». Lors des trois premiers congrès tenus en 1932, 1934 et 1936 sous la direction d'Atatürk, le TDK a, d'après ses propres archives, « défini la politique linguistique et débattu sur des annonces scientifiques ».
À la mort d'Atatürk en 1938, le TDK poursuit ses travaux et ses recommandations pour promouvoir l'öztürkçe, en particulier après les années 1960. Après le début des années 1980, il indique que « les débats se sont arrêtés, les travaux scientifiques se sont accélérés ».

## Constitution lexicale
Peu de temps après la fondation du TDK, des travaux apparaissent pour dégager une base lexicale öztürkçe. En 1934 l'historien soufi Abdülbaki Gölpınarlı (en) publie dans la Revue de turcologie une liste de mots présentés comme öztürkçe issus du répertoire de Yunus Emre, un poète d'Eskişehir actif de la fin du XIIIe siècle au début du XIVe siècle. Gölpınarlı souligne qu'Yunus Emre, « qui a compris l'importance de parler au peuple avec la langue du peuple » a ainsi permis à ses œuvres d'avoir une « portée nationale ».

## Lexique

7,2% de la base lexicale est d'origine arabe, 5% d'origine française, et 1,5% d'origine persane.

De nombreux mots issus de la politique de l'öztürkçe font partie intégrante du turc standard d'aujourd'hui, si bien que la lecture de textes écrits en latin avant le début des années 1930 est rendue difficile.
Cependant, il existe encore une base lexicale allogène relativement importante. De nombreux mots arabes et persans ont été remplacés par des mots français, restitués quasiment sans modification.
Le TDK propose toujours un dictionnaire des traductions öztürkçe alternatifs pour ces mots.
Certaines propositions sont restées dans la mémoire collective pour leur absurdité apparente ou leur caractère humoristique. Otobüs (autobus) a ainsi été traduit en çok oturgaçlı götürgeç (littéralement moyen de transport muni de plusieurs banquettes en bois). Le président du TDK Haluk Akalın a qualifié en 2009 cette proposition de « légende urbaine ».
L'öztürkçe concerne à la fois la langue et les prénoms.